# Arnold (Nebraska)
Arnold – wieś w Stanach Zjednoczonych, w stanie Nebraska, w hrabstwie Custer.